# Зеебергер, Юрген
Юрген Зеебергер (нем. Jürgen Seeberger; род. 25 марта 1965, Констанц) — немецкий футбольный тренер.

## Тренерская карьера
Родился в Констанце. В 2000 году возглавил «Шаффхаузен» и тренировал клуб до 2007 года. В 2008 году возглавил немецкую команду «Алеманния» и был уволен в сентябре 2009 года.
28 января 2010 года стал менеджером «Штутгарта II».
5 сентября 2012 года занял должность тренера в «Дармштадте 98», сменив Коста Руняича. Он был уволен три месяца спустя.
9 апреля 2018 года возглавил «Штутгартер Киккерс».
27 февраля 2019 года был вновь назначен главным тренером швейцарского «Шаффхаузена». В июне 2019 года клуб был продан Роланду Кляйну, который заявил, что Зеебергер больше не будет тренером клуба.
18 июля 2021 года был назначен менеджером «Фрайенбаха», выступающего в четвёртом дивизионе Швейцарии.
15 декабря 2022 года был назначен новым тренером «Вадуца», выступающего в Челлендж лиге, втором дивизионе Швейцарии.